# Amy Carter
Amy Lynn Carter (née le 19 octobre 1967) est la quatrième enfant et seule fille du 39e président des États-Unis Jimmy Carter et de son épouse, Rosalynn Carter. Carter devient connue du grand public à un jeune âge, notamment tout au long de la présidence de son père.

## Jeunesse
Amy Carter est née le 19 octobre 1967 à Plains, en Géorgie. Avant sa naissance, la famille organise un vote et son frère raconte : « La famille a voté un an avant sa naissance pour savoir si mes parents devaient avoir une fille, et un an plus tard, elle était là. Nous avons même choisi son nom à l'avance, dans un dictionnaire Webster ». Elle a grandi à Plains jusqu'à ce que son père soit élu gouverneur de Géorgie en 1970 et que sa famille emménage dans le manoir du gouverneur de Géorgie à Atlanta. En 1976, alors qu'elle a neuf ans, son père est élu président des États-Unis et la famille s'installe à la Maison-Blanche. Carter fréquente les écoles publiques de Washington pendant les quatre années passées à la Maison-Blanche : l'école primaire Stevens, puis le collège Rose Hardy,,. Après la présidence de son père, Carter déménage à Atlanta et passe sa dernière année de lycée à la Woodward Academy à College Park, en Géorgie. Elle travaille au Sénat pendant la session d'été de 1982. Carter a fréquenté l'Université Brown, où elle était connue pour son activisme contre l'apartheid et la CIA. Elle est renvoyée de l'université en 1987 pour avoir échoué à son contrôle continu. Carter a ensuite obtenu une licence (BA) au Memphis College of Art et un master en histoire de l'art à l'Université Tulane à la Nouvelle-Orléans en 1996,.

## Vie à la Maison-Blanche

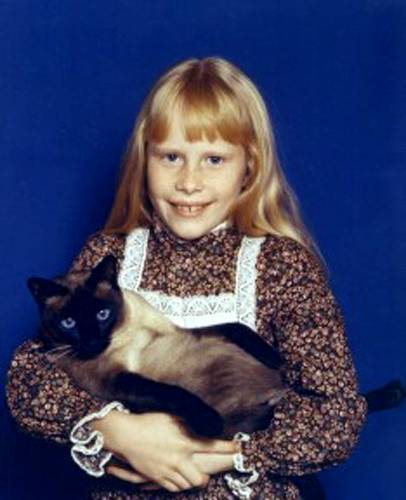
Amy Carter avec son chat en 1977.

En janvier 1977, à l'âge de neuf ans, Amy Carter emménage à la Maison-Blanche, où elle vit pendant quatre ans. Les médias s'intéressent beaucoup à elle durant cette période. Aucun enfant jeune n'avait vécu à la Maison-Blanche depuis la présidence de John F. Kennedy au début des années 1960 (et après la présidence Carter, il fallut attendre l'investiture de Bill Clinton, en janvier 1993, lorsque Chelsea y emménage, pour retrouver un enfant dans la demeure présidentielle).
Pendant son séjour à la Maison-Blanche, Carter avait un chat siamois nommé Misty Malarky Ying Yang, qui fut le dernier chat à occuper la Maison-Blanche jusqu'à Socks, chat de la famille Clinton. Carter a également reçu un éléphant du Sri Lanka ; l'animal fut confié au zoo national de Washington D.C..

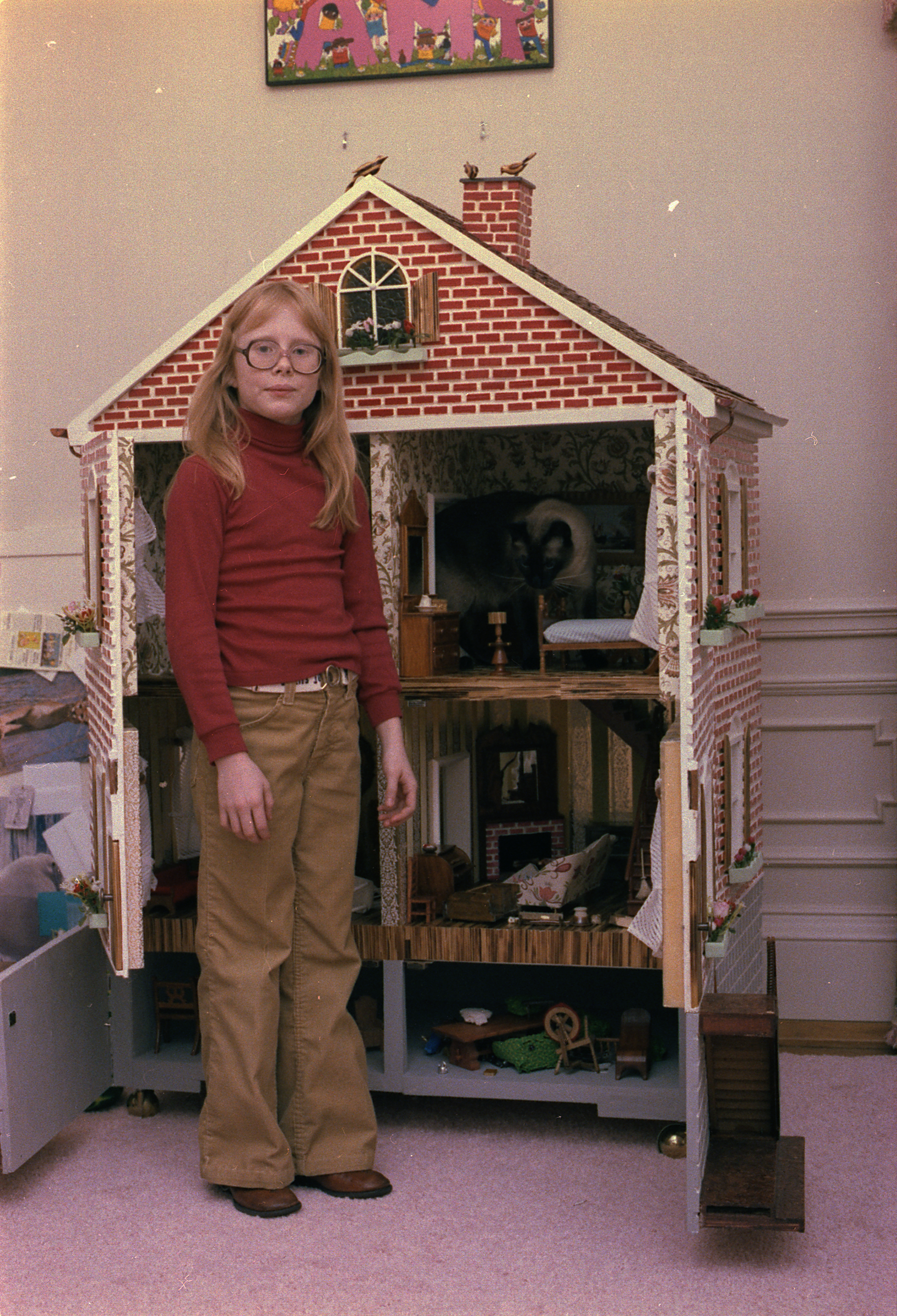
Amy Carter photographiée à la Maison-Blanche avec son chat et sa maison de poupée, en 1978.

Carter avait pour habitude de faire du patin à roulettes dans l'East Room (salle Est) de la Maison-Blanche. Elle avait aussi une cabane dans les arbres du South Lawn (pelouse Sud). Lorsqu'elle organisait des soirées pyjama dans sa cabane avec ses amis, des agents des services secrets veillaient sur elles depuis le sol.
Mary Prince (une femme afro-américaine condamnée à tort pour meurtre, puis innocentée et graciée) fut sa nounou pour la majeur partie de la période entre 1971 et la fin de la présidence de Jimmy Carter. Prince avait obtenu ce poste par le biais d'un programme de réinsertion pour anciens détenus en Géorgie,.
Carter n'a pas bénéficié du traitement de « non-intervention » que la plupart des médias accorda plus tard à Chelsea Clinton. En 1980, le président Carter mentionne sa fille lors d'un débat face à Ronald Reagan. Il raconte lui avoir demandé quel était le sujet central de cette élection. Elle aurait alors répondu : « le contrôle des armes nucléaires ».

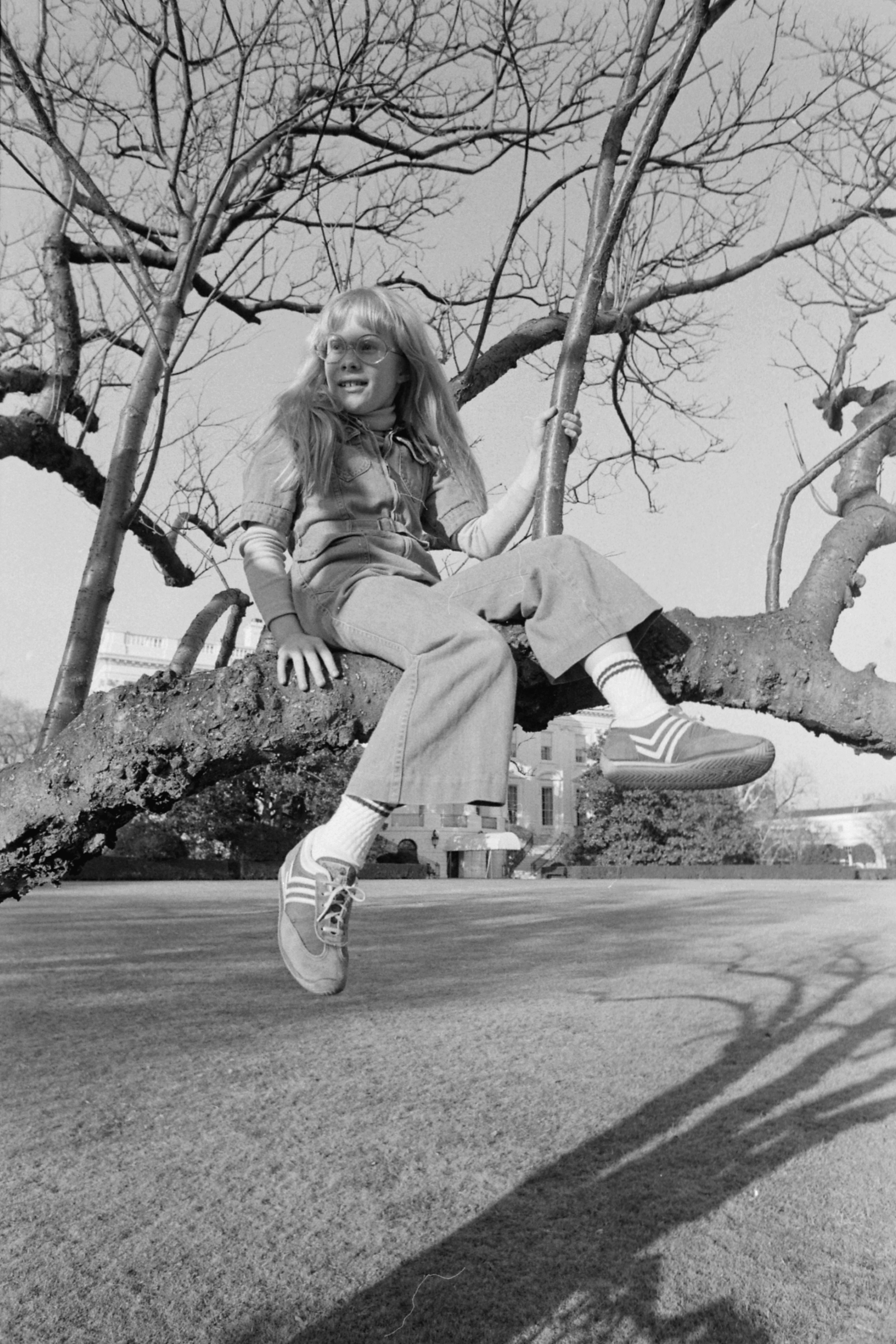
Amy Carter jouant dans un arbre à la Maison-Blanche en 1977.

Le 21 février 1977, pendant un dîner d'État à la Maison-Blanche en l'honneur du Premier ministre canadien Pierre Trudeau, la jeune Amy de neuf ans a été vue en train de lire deux livres, Charlie et le grand ascenseur de verre et L'histoire du discours de Gettysburg, au moment où son père et Trudeau prononçaient les toasts officiels.

## Activisme
Amy Carter se fait ensuite connaître pour son activisme politique. Elle participe à des sit-in et à des manifestations contre la politique étrangère américaine vis-à-vis de l'Amérique centrale et de l'apartheid en Afrique du Sud dans les années 1980 et au début des années 1990. Avec l'activiste Abbie Hoffman et 13 autres personnes, elle est arrêtée, alors qu'elle est encore étudiante à Brown, lors d'une manifestation en 1986 à l'Université du Massachusetts à Amherst pour avoir protesté contre le recrutement d'étudiants sur ce campus par la CIA. Elle est acquittée lors d'un procès très médiatique à Northampton, dans le Massachusetts. L'avocat Leonard Weinglass, qui avait défendu Abbie Hoffman lors du procès des Sept de Chicago dans les années 1960, a utilisé le principe de nécessité, arguant avec succès que, puisque la CIA était impliquée dans des activités criminelles en Amérique centrale et dans d'autres zones à risque, s'introduire sur le campus universitaire pour empêcher l'agence d'y recruter des étudiants équivalait à s'introduire, même illégalement, dans un bâtiment en feu.

## Autres activités
Carter a donné une interview sur le plateau du Late Night avec David Letterman en 1982. Elle a illustré le livre pour enfant écrit par son père, The Little Baby Snoogle-Fleejer, et publié en 1995,.
Elle est membre du conseil d'administration de la Fondation Carter, créé par son père, qui défend les droits de l'homme et la résolution pacifique des conflits.

## Vie privée
De 1996 à 2005, Carter fut mariée au conseiller en informatique James Gregory Wentzel,. Ils ont un fils, Hugo James Wentzel, qui participa en 2023 à la deuxième saison de l'émission de télé-réalité Claim to Fame,. Depuis 2007, elle est mariée à John Joseph « Jay » Kelly avec qui elle a un autre fils,.

## Dans la culture populaire
L'actrice de La Petite Maison dans la prairie, Alison Arngrim, a interprété le rôle de Carter sur l'album humoristique de Laff Records sorti en 1977, Heeere's Amy.